# Naoekova (metrostation)
Naoekova (Oekraïens: Наукова, ⓘ; Russisch: Научная, Naoetsjnaja) is een station van de metro van Charkov. Het station werd geopend op 6 mei 1995 en was tot augustus 2004 het noordwestelijke eindpunt van de Oleksiejivska-lijn. Het metrostation bevindt zich onder de Prospekt Lenina (Leninlaan), ten noorden van het stadscentrum. Zijn naam ("Wetenschap") dankt station Naoekova aan het grote aantal onderzoeksinstituten en onderwijsinstellingen in de omgeving. In de planningsfase werd het station naar de bovenliggende straat Prospekt Lenina genoemd.
Het station is ondiep gelegen en beschikt over een hoge perronhal met witmarmeren zuilen. Boven de sporen bevinden zich balkons waaraan dienstruimtes zijn gevestigd en die enkel toegankelijk zijn voor personeel. De wanden langs de sporen zijn bekleed met bruin marmer. Aan beide uiteinden van het eilandperron leiden brede trappen naar de twee ondergrondse stationshallen. De toegangen tot het station bevinden zich aan beide zijden van de Prospekt Lenina.